# 모래위의 욕망
《모래위의 욕망》은 대한민국의 방송국 SBS의 주말 드라마이다. 노길준(이덕화 분)의 성공지향적 삶과 그 몰락, 노길준와 유혜민(황신혜 분), 노길준과 장성주(이응경 분) 사이의 연애와 결혼 이야기를 담은 드라마이다.

## 줄거리
미국으로 유학을 갔다가 미국 현지에서 돈을 벌기 위해 장사길에 들어선 노길준(이덕화 분)과 미국으로 이민을 간 유태수(박상원 분)는 일로써 만나게 된다. 유태수는 재벌 총수 장윤학(김무생 분)과 사교계의 거물 그레이스 유(박원숙 분) 사이에 태어난 혼외자라는 특성을 가졌지만 낙천적인 성격으로 삶을 헤쳐나간다.

## 등장 인물
- 이덕화 : 노길준 역 장윤학 회장의 셋째 큰사위
- 황신혜 : 유혜민 역 미스 맥도웰 노길준의 애인
- 박상원 : 유태수 역 장윤학 회장의 사생아 장윤학 회장의 막내사위
- 이응경 : 장성주 역 장윤학 회장의 셋째 큰딸 노길준의 아내
- 신애라 : 장소영 역 장윤학 회장의 막내딸 유태수의 애인
- 김무생 : 장윤학 회장 역
- 박원숙 : 그레이스 유 유영숙 역 - 유태수의 양어머니 장윤학 회장의 내연녀
- 임정하 : 장성민 역 장윤학 회장의 둘째아들
- 사미자 : 신 여사 역 - 장윤학 회장의 아내
- 김동현 : 장성준 역 장윤학 회장의 큰아들
- 김자옥 : 명희 역 - 장성준의 아내 장윤학 회장의 큰며느리

- 이상미 : 윤난정 역 - 장성민의 아내 영진그룹 윤회장의 딸 장윤학 회장의 둘째며느리

- 도승지 : 유태수 아역
- 김인태 : 윤회장 역 - 영진그룹 회장 윤난정의 아버지 장성민의 장인

- 이승신
- 박영목 : 주기자 역
- 김종결 : 강부장 역
- 송경철 : 창대 역
- 유승봉 : 유집사 역 장윤학 회장의 집사
- 오상희 : 은주 역
- 최강원 : 유혜민의 아들 정민 역
- 김영인 : 맹코아저씨 조직폭력배 두목 역
- 조인표 : 은표 역
- 맹호림
- 양희경
- 이승형
- 이종만
- 이원발 : 황영민 검사
- 김용헌
- 김유철

## 참고 사항
- 작가 정하연, 배우 배종옥, 배우 이덕화, 배우 이응경은 1997년 드라마를 고리로 흥미로운 연결을 이루었다. 작가 정하연이 쓴 드라마 KBS 2TV <욕망의 바다>(1997년)에서 장서연 역으로 나온 배우 배종옥은 SBS <이웃집 여자>(1997년)에서 배우 이덕화와 연기하였고, SBS <이웃집 여자> 후반부 때 방영을 시작한 KBS 2TV <아씨>(1997년)에서 주인공 아씨 역[9]으로 출연한 배우는 이응경이었다.
- 화려한 출연진과 박진감 넘치는 미국 현지 촬영 등으로 화제가 되기도 하였다.[5][10][11]
- 잔인한 폭력 묘사와 노골적인 성애 표현으로 문제가 되다가 선정성에 의한 방송 윤리 위반 때문에 PD 이장수는 방송위원회로부터 3개월 연출 정지를 당했고 이에 이종수 PD가 후임으로 연출을 맡았다.[12]

## 캐스팅에 관해
- 황신혜가 분한 유혜민 역은 당초 강수연이 물망에 올랐으나[13] 출연료 문제 때문에 불발됐다.
- 초대 연출자 이장수 PD의 전 연출작 《금잔화》를 통해 탤런트 데뷔를 했던[14] 개그우먼 팽현숙이 캐스팅 물망에 올랐으나 남편 최양락의 반대로[15] 무산됐다.

## 같이 보기
- 사랑을 위하여 (KBS 2TV)
- 아들과 딸 (MBC TV)